# اولوشن استودیوز
اولوشن استودیوز (به انگلیسی: Evolution Studios) یک توسعه‌دهنده بازی ویدئویی در رانکورن بود. این استودیو در سال ۱۹۹۹ توسط مارتین کن‌رایت و ایان هترینگتون در رانکورن تأسیس شد، در سال ۲۰۰۷ توسط سونی خریداری و یکی از استودیوهای جهانی سونی اینتراکتیو اینترتینمنت شد و در ۲۲ مارس ۲۰۱۶ تعطیل شد.

## تعطیلی استودیو
آخرین بازی این استودیو، یعنی باشگاه رانندگی قرار بود یک بازی در زمان عرضه پلی‌استیشن ۴ باشد، اگرچه تا اکتبر ۲۰۱۴ تأخیر خورد. در ۲۳ مارس ۲۰۱۵، ۵۵ نفر از کارکنان، از این استودیو اخراج شدند که به گفته منابع حدود نصف کارکنان استودیو می‌باشد. سونی علت این تعدیل‌سازی را توسعه بازی باشگاه رانندگی به عنوان یک «بازی به عنوان سرویس» خواند. در ۲۲ مارس ۲۰۱۶، سونی اعلام کرد اولوشن استودیوز تعطیل شده است.
در ۱۱ آوریل ۲۰۱۶، تیم توسعه‌دهنده استودیو به کدمسترز راه یافتند و بر روی بازی «آن‌راش» کار کردند.

## بازی‌ها
| سال  | بازی                              | سکو(ها)                    | گیم‌رنکینگز | متاکریتیک | یادداشت |
| ---- | --------------------------------- | -------------------------- | ---------- | --------- | ------- |
| ۲۰۰۱ | مسابقات قهرمانی رالی              | پلی‌استیشن ۲                | ۸۱٫۳۳٪     | ۸۰/۱۰۰    |         |
| ۲۰۰۲ | مسابقات قهرمانی رالی ۲: حداکثر    | پلی‌استیشن ۲                | ۸۲٫۳۳٪     | —         |         |
| ۲۰۰۳ | مسابقات قهرمانی رالی ۳            | پلی‌استیشن ۲                | ۷۹٫۳۸٪     | —         |         |
| ۲۰۰۴ | مسابقات قهرمانی رالی ۴            | پلی‌استیشن ۲                | ۸۱٫۸۶٪     | —         |         |
| ۲۰۰۵ | مسابقات قهرمانی رالی: رالی پیچیده | پلی‌استیشن ۲                | ۷۹٫۸۱٪     | —         |         |
| ۲۰۰۶ | موتور استورم                      | پلی‌استیشن ۳                | ۸۲٫۴۳٪     | ۸۴/۱۰۰    |         |
| ۲۰۰۸ | موتور استورم: شکاف آرام           | پلی‌استیشن ۳                | ۸۲٫۴۹٪     | ۸۲/۱۰۰    |         |
| ۲۰۱۱ | موتور استورم: آخرالزمان           | پلی‌استیشن ۳                | ۷۸٫۳۴٪     | ۷۷/۱۰۰    |         |
| ۲۰۱۲ | موتور استورم: آر سی               | پلی‌استیشن ۳ پلی‌استیشن ویتا | ۷۸٫۳۵٪     | ۷۸/۱۰۰    |         |
| ۲۰۱۴ | باشگاه رانندگی                    | پلی‌استیشن ۴                | ۷۰٫۷۲٪     | ۷۱/۱۰۰    |         |
| ۲۰۱۵ | باشگاه رانندگی: دوچرخه            | پلی‌استیشن ۴                |            |           |         |